# Франк Д'Остерлінк
Франк Д'Остерлінк (30 жовтня 1942) — бельгійський ватерполіст.
Учасник Олімпійських Ігор 1964 року.